# Solution basique
Une solution basique, dans le cas des solutions aqueuses, est une solution dont la concentration en ion hydroxyde HO− est supérieure à la concentration en ion hydronium H3O+.
L'eau subit une réaction d'autoprotolyse, qui est une réaction équilibrée, avec une constante d'équilibre, appelée produit ionique Ke :
Ke=[H3O+(aq)]·[HO−(aq)].
Ainsi, la solution est basique si :
[HO−] > [H3O+]
{\displaystyle {\frac {K{\text{e}}}{\mathrm {[H_{3}O^{+}]} }}>\mathrm {[H_{3}O^{+}]} }
{\displaystyle \mathrm {[H_{3}O^{+}]} <{\sqrt {K{\text{e}}}}}
{\displaystyle \mathrm {pH} >{\frac {\mathrm {p} K{\text{e}}}{2}}}
Le produit ionique Ke, comme toutes les constantes d'équilibre, dépendant de la température, la limite pour avoir une solution basique dépend également de la température.
Exemples :
- à 25 °C, pKe vaut 14[1] donc une solution est basique à 25 °C si le pH est supérieur à 7 ;
- à 37 °C, pKe vaut 13,6[1] donc une solution est basique à 37 °C si le pH est supérieur à 6,8.

## Exemples
- Eau de mer : pH = 8,0
- Ammoniaque : pH = 11,5
- Soude molaire : pH = 14
- Eau de Javel : pH = 12